# الصندوق العالمي لحماية النمر العربي
الصندوق العالمي لحماية النمر العربي، هو صندوق، تم إنشاؤه من قِبل الهيئة الملكية لمحافظة العلا بالمملكة العربية السعودية برئاسة الأمير محمد بن سلمان آل سعود في فبراير 2019، وجاء ضمن إطلاق مشروع محمية شرعان الطبيعية. يسهم الصندوق في الحفاظ على النمر العربي وعلى بعض أنواعه المهددة بالانقراض، التي تنتشر في جبال العُلا سابقًا، حيث بلغ عدد النمور العربية في المملكة أقل من 250 نمرًا.

## أهدافه
يهدف الصندوق إلى الحفاظ على النمر العربي بأنواعه كافة المهددة بالانقراض، وضمان وجود مجموعة منه قابلة للحياة بصورة دائمة، مع العمل على توفير فرائسه البرية ومواطنه الطبيعية، وتحقيق تعايشه مع المجتمعات المحلية، كما عملت الهيئة الملكية لمحافظة العُلا على وضع مركز الأمير سعود الفيصل لأبحاث الحياة البرية الموجود في مدينة الطائف، تحت إداراتها للعمل معه على دعم النمر العربي وتأهيله، وضمان بقائه في البرية.

## الميزانية
في فبراير 2019، خصَّصت الهيئة الملكية لمحافظة العلا، للصندوق العالمي لحماية النمر العربي، ميزانيةً مبدئيةً بقيمة، 25 مليون دولار، لحماية النمر العربي.

## خصائص النمر العربي
اللون الذهبي المصفرّ، هو ما يميز النمر العربي، كما تميّزُه عيونه الزرقاء. تزن الأنثى البالغة، 20 كيلو جرام، بينما يزن الذكر البالغ، 30 كيلو جرام. يُعدّ النمر العربيُّ أصغر من باقي سلالات النمور الإفريقية والآسيوية.

## الإحصائيات
يُعدّ النمر العربي من الحيوانات المعروفة في شبه الجزيرة العربية، وتم إدراجه من قبل الاتحاد الدولي لحفظ الطبيعة، ضمن قائمة الحيوانات المُهدّدة بالانقراض في العام 1996.
تشير آخر الإحصائيات والمعلومات، إلى أن الأعداد المُتبقية من النمر العربي لا تزيد عن الـ 200 نمر، حيث انخفضت بنسبة وصلت إلى 90%، في مرتفعات الحجاز وجبال السروات، كما رُصد تواجد النمر العربي في جبال الإمارات وعُمان واليمن. وسُجل ظهوره 4 مرات في السعودية خلال العقود الماضية، على النحو الآتي:
- 1992 في منطقة جبال الفقرة (80 كلم غرب المدينة المنورة).
- 2007 تم تسجيل حالة في النماص جنوب السعودية.
- 2011 في بالحارث، وهي منطقة تابعة لمنطقة مكة المكرمة.
- 2014 في منطقة نعمان بمكة المكرمة.

## كتاب النمر العربي
تطرق كتاب "النمر العربي"، الذي صدر مؤخّرًا عن دار "أسولين" في لندن، لرحلة النمر العربي في شبه الجزيرة العربية منذ 500 ألف عام، ومعاناته بسبب الصيد الجائر، وتراجع أعداد الفرائس في موائله الطبيعية. كما تطرق الكتاب الى الصندوق العالمي لحماية النمر العربي، واحتوى على صورٍ ونقوشٍ للنمر العربي، في الأماكن الأثرية بشبه الجزيرة العربية.

## برنامج النمر العربي للابتعاث
في فبراير 2024، أطلق صندوق النمر العربي بالتعاون مع الهيئة الملكية لمحافظة العلا، برنامج النمر العربي للابتعاث، حيث يهدف البرنامج لخلق جيل ذي معرفة، من أبناء العلا وبناتها، ويضم البرنامج 50 بعثة دراسية.